# 김국진 (축구 선수)
김국진(金功榛, 1989년 1월 5일~)은 조선민주주의인민공화국의 축구 선수로, 포지션은 미드필더이며 2008년부터 2010년까지 스위스 챌린지 리그에서 활동했다.

## 구단 경력
2007년 평양시체육단 소속으로 데뷔하여 2008년까지 활동하며 2007년 백두산체육대회 우승, 2008년 북한 1부 리그 우승을 맛본 뒤 2008년 당시 스위스 챌린지 리그 소속팀인 콩고르디아 바젤로 이적하여 23경기 2골을 기록했고 2009년 같은 리그 소속팀인 FC 빌로 이적 후 22경기에 출전하여 2009-10 리그 6위, 2010-11 리그 5위의 성적에 일조했다.

## 국가대표팀 경력
2007년 10월 21일 국제 A매치 데뷔전인 몽골과의 2010년 FIFA 월드컵 아시아 지역 1차 예선 1차전에서 A매치 데뷔골을 신고했고 1주일 후 열린 2차전에서도 득점을 기록하며 3차 예선 진출에 이바지했다.
이후 조선민주주의인민공화국 U-23 대표팀 소속으로 2009년 동아시아 경기 대회에 출전하여 4강 진출을 이뤄냈으나 내셔널리그 선발로 구성된 대한민국 B팀과의 동메달 결정전 승부차기에서 결정적인 실축을 저지르면서 메달 획득에 실패했다.
그리고 이듬해인 2010년 아시안 게임에 출전했으나 8강전에서 대한민국에 0-3으로 패하며 대회를 마무리했고 2011년 AFC 아시안컵 본선 조별리그 3경기에 모두 출전했으나 팀의 조별리그 탈락을 막지 못했다.

## 수상

### 클럽
평양시체육단
- 북한 1부 리그 : 우승 (2008)
- 백두산체육대회 : 우승 (2007)